# FA 트로피

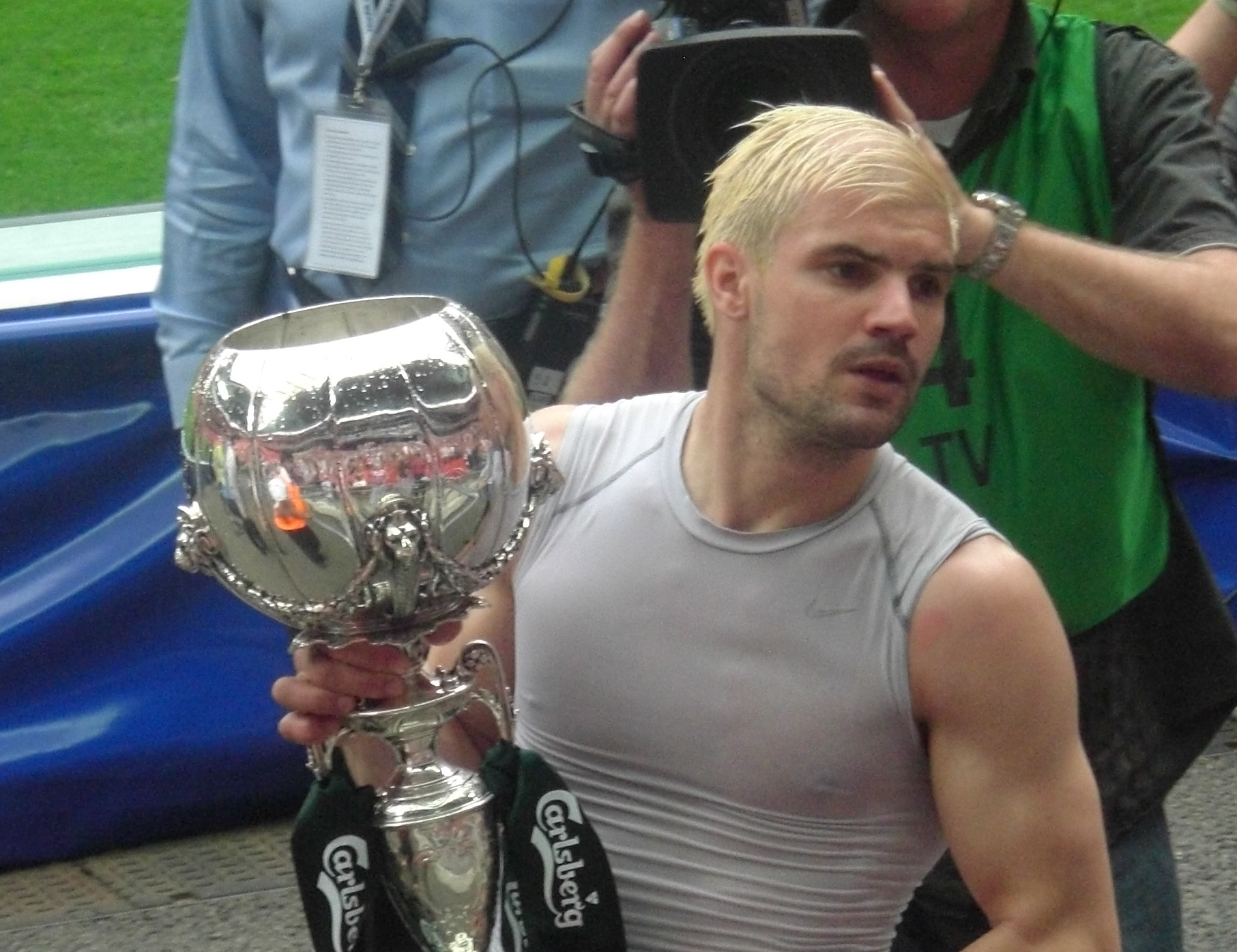

FA 트로피(Football Association Challenge Trophy)는 잉글랜드의 축구 대회로 5부~8부의 클럽들이 참가하는 컵대회이다. 5~8부 리그는 내셔널리그와 그 하부리그인 노던 프리미어리그, 서던 풋볼리그, 이스미언 리그이다. 이보다 더 하부리그 팀들은 FA 베이스에 참가한다.
이 대회는 잉글랜드 축구 협회에 의해 1969년에 FA 아마추어컵에 참가할 수 없는 논리그 팀들을 위해 만들어졌다. 아마추어컵은 1974년에 종료되고 아마추어컵을 이끌던 다수의 클럽이 트로피에 참가하게 되었다. 결승전은 전통적으로 웸블리 경기장에서 실시하였으나, 웸블리의 개축기간 동안에는 빌라 파크에서 결승전이 치러졌다.
FA 트로피의 관중 기록은 2007년 웸블리 경기장에서 펼쳐진 키더민스터 해리어스와 스테버니지 버러와의 결승전에서의 53,262명이다.
스카버러 (1973, 1976, 1977), 워킹 (1994,1995,1997), 텔퍼드 유나이티드 (1971, 1983, 1989) 가 각각 3회씩 우승하면서 공동 기록을 가지고 있다. 현재 워킹 FC를 제외한 두 팀은 해체된 상태이다.